# Alessandro Fischetti
Alessandro Fischetti (Napoli, 1773 – 1802) è stato un pittore italiano.

## Biografia
Artista nato nel XVIII secolo, secondo alcuni studiosi è figlio di Fedele Fischetti pittore italiano del Settecento. La sua attività è testimoniata dalla presenza della firma su alcuni fogli della raccolta di disegni e stampe della Società Napoletana di Storia Patria. A questo primo ritrovamento si è poi aggiunto quello di alcuni dipinti firmati, la Madonna col Bambino tra i santi Giovanni Battista e Margherita da Cortona (1774) e una Presentazione al Tempio nella chiesa di San Giovanni ad Angri presso Salerno. Attribuibile a lui un grande affresco (Allegoria delle arti liberali) che decora la volta di un salone di Palazzo Cellammare a Napoli. Il dipinto, attribuito tradizionalmente a Fedele Fischetti, ha rivelato la presenza della firma di Alessandro e la data 1783; fu quindi eseguito negli anni in cui morto il principe di Francavilla, che aveva provveduto a far decorare gran parte del palazzo, questo fu abitato dalla regina Maria Carolina, che vi ospitò molti artisti tedeschi suoi favoriti oltre a terminare la decorazioni degli altri saloni. Nel 1783 terminò, insieme a C. Desiderio ed al padre Fedele, le decorazioni (e tra esse L’Aurora) nel palazzo Doria d’Angri a Napoli. Risalgono invece al 1792 tre quadri (La Musica, La Guerra, La Pace) realizzati per la collezione del principe d’Avalos del Vasto, per il quale eseguì anche degli affreschi nel suo palazzo di Chiaia.

## Caratteristiche artistiche
Il Fischetti pur mostrandosi attento ripetitore della maniera di Fedele appare più di quest'ultimo incline alle fredde eleganze classiciste importate a Napoli da pittori come il Füger ed il Tischbein, giungendo ad una sorta di totale congelamento delle forme ormai di vacuo indirizzo accademizzante.

## Opere
Cappella Franchini

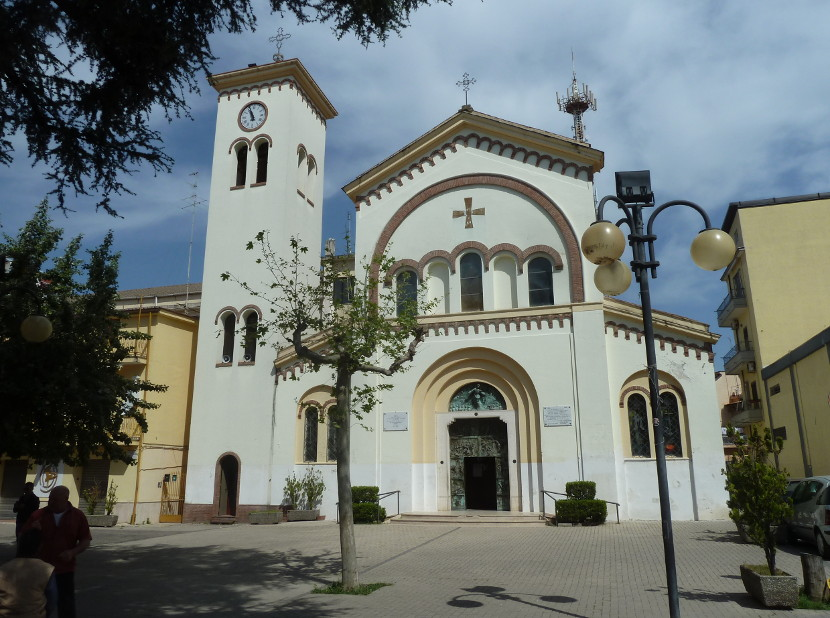
Chiesa di Santa Maria della Speranza a Battipaglia

La Cappella Franchini è una cappella costruita da Domenicantonio Franchini e situata nella città di Battipaglia. Per la cura di essa, Franchini affidò al Fischetti l'incarico di affrescarla.
Sull'altare fu collocato un quadro raffigurante San Giovanni Battista; sulla parete di destra fu realizzato un dipinto di San Domenico e sulla parete sinistra fu collocata l'immagine di Sant'Alfonso Maria de' Liguori, protettore della famiglia Franchini. 

Grazie a Don Pasquale Colella, nella Cappella Franchini viene collocata anche una copia del quadro della Madonna della Speranza realizzata dal Fischetti. Il quadro diventa uno dei simboli della città della piana. 
Il quadro con cornice intagliata e dorata raffigura la Madonna che abbraccia Gesù Bambino, il quale è poggiato su una mensola di legno; nella mano destra mostra un piccolo cuore e nella sinistra una croce. La Vergine con la mano sinistra regge un'ancora, simbolo della Speranza, e indossa un manto stellato. Entrambi i personaggi indossano un diadema: in alto sono collocati due angeli in adorazione e al lato della Vergine vi è una stella. Il quadro viene posto nella Cappella Franchini l'ultima domenica del mese di maggio del 1819 e da quel momento, per il popolo battipagliese, nasce il culto di Maria Madre della Speranza.